# Yoda demiankoopi
Yoda demiankoopi — вид кишководишних напівхордових родини Torquaratoridae. Описаний у 2022 році.

## Назва
Наукова назва виду demiankoopi вшановує доктора Деміана Купа з Сіднейського університету, «пристрасного біолога розвитку та виняткового вченого, передчасну смерть якого у 2021 році гостро переживали його друзі та колеги по всьому світу».

## Поширення
Вид поширений в східній частині північної частини Тихого океану вздовж узбережжя від Орегону до північної Мексики.

## Опис
Тварина має хоботок, комірець і статеві крила насиченого коричнево-фіолетового кольору, який зникає вздовж задньої частини тіла. Шийні виступи та потиличні виступи відсутні. Комір має надзвичайно широкі, не звужені губи. Післяпечінкова кишка в останній третині тіла має виражену звивистість. 
Цей вид відрізняється від свого єдиного описаного родича Yoda purpurata, трьома ознаками. По-перше, губи надзвичайно широкі та порізані глибокою війковою борозенкою для проковтування субстрату та передачі його до рота. По-друге, випинання сполучної тканини невідомого значення проходить посередині дорсально вздовж печінкової та постпечінкової ділянок кишечника. По-третє, післяпечінковий кишечник вражаюче звивистий і наповнений кишковим вмістом, який, імовірно, перетравлюється протягом тривалих періодів між рідкісними дефекаціями. 
Yoda demiankoopi є гермафродитом, ознака, яка серед кишководишних поки що відома лише для роду Yoda. Статеві залози кожного дорослого хробака включають сотні яєчників (кожен містить один ооцит) і сотні яєчок, розташованих прямо під дорсальним епідермісом передньої частини тулуба та статевих крил. У будь-якої тварини в будь-який час гамети лише однієї чи іншої статі стають повністю зрілими. Таким чином, хробак є послідовним гермафродитом, який по черзі нереститься як самиця або як самець.